# Піхотна дивізія «Донау»
Піхотна дивізія «Дунай» (нім. Infanterie-Division Donau) — піхотна дивізія Вермахту за часів Другої світової війни. Участі в бойових діях не брала.

## Історія
Піхотна дивізія «Донау» сформована 16 березня 1945 року у ході 34-ї хвилі мобілізації з резервних підрозділів 17-го, 7-го та 13-го військових округів, як «дивізія-тінь» (нім. Schatten-Division). До 12 квітня 1945 року підрозділи дивізії були спрямовані на доукомплектування 26-ї фольксгренадерської та 413-ї дивізії.

## Склад
| 1945                            |
| ------------------------------- |
| 1-й гренадерський полк «Донау»  |
| 2-й гренадерський полк «Донау»  |
| Артилерійський дивізіон «Донау» |
| Інженерна рота «Донау»          |